# 1946-os magyar öttusabajnokság
Az 1946-os magyar öttusabajnokságon az első alkalommal versenyeztek az indulók Magyarországon az országos bajnoki címért. A versenyzőket az öt versenyszámban elért helyezési számuk összege alapján értékelték. A viadalt Karácson László nyerte meg, aki lovaglásban harmadik, vívásban ötödik, lövészetben első, úszásban harmadik, futásban második volt. Csapatot csak a Csepel tudott kiállítani, így megnyerték a csapatversenyt.

## Eredmények

### Férfiak

#### Egyéni
| Hely | Név              | Klub               | Eredmény |
| ---- | ---------------- | ------------------ | -------- |
| 1.   | Karácson László  | Csepeli MTK        | 19,0     |
| 2.   | Ádám Ferenc      | MPSC               | 20,5     |
| 3.   | Csáthy Dénes     | Csepeli MTK        | 21,5     |
| 4.   | Benedek Ferenc   | Csepeli MTK        | 22,0     |
| 5.   | Szondy István    | Ceglédi Vasutas SE | 24,0     |
| 6.   | Rátonyi Sándor   | KAOE               | 34,0     |
| 7.   | Pieri Cézár      | Csepeli MTK        | 36,5     |
| 8.   | Hegedűs István   | TFSE               | 39,0     |
| 9.   | Szilvássy György | MTK                | 42,0     |
| 10.  | Makarész Lajos   | Csepeli MTK        | 47,0     |

#### Csapat
| Hely | Név                                           | Klub        | Eredmény |
| ---- | --------------------------------------------- | ----------- | -------- |
| 1.   | Karácson László, Csáthy Dénes, Benedek Ferenc | Csepeli MTK | 62,5     |